# 1972 у телебаченні
Список 1972 у телебаченні описує події у сфері телебачення, що відбулися 1972 року.

## Події

### Березень
- 6 березня — Початок аналогового мовлення телеканалу «УТ» на 5 ТВК у Дніпропетровську[1].